# Vĩnh Thực
Vĩnh Thực là xã đảo thuộc tỉnh Quảng Ninh, Việt Nam.

## Địa giới hành chính
Xã Vĩnh Thực nằm ở phần phía đông của đảo Vĩnh Thực, thuộc phía nam của thành phố Móng Cái.
Phía tây của xã Vĩnh Thực giáp xã Vĩnh Trung, cùng nằm trên đảo Vĩnh Thực. Phần lãnh hải của xã Vĩnh Thực:
- Phía bắc giáp xã Vạn Ninh và phường Bình Ngọc, thành phố Móng Cái.
- Phía nam giáp xã Thanh Lân, huyện Cô Tô.
- Phía đông là vịnh Bắc Bộ.

## Lịch sử hành chính
Năm 1958, xã Vĩnh Thực Nam được đổi tên thành xã Vĩnh Thực.
Năm 1979, huyện Móng Cái đổi tên thành huyện Hải Ninh, xã Vĩnh Thực thuộc huyện Hải Ninh, tỉnh Quảng Ninh.
Năm 1998, xã Vĩnh Thực thuộc thị xã Móng Cái mới thành lập.
Năm 2008, xã Vĩnh Thực thuộc thành phố Móng Cái mới thành lập.

## Khảo cổ
Năm 2011, một số người dân ở thôn 2, Xã đảo Vĩnh Thực đã tìm thấy một hũ sành (đã bị đập vỡ) trong có 160 đồng tiền cổ bằng đồng, và giao nó lại cho Bảo tảng tỉnh Quảng Ninh khảo cứu.
Trong số này có tiền của các triều đại phong kiến Trung Quốc mang niên hiệu Khang Hy và Càn Long; tiền Nhật Bản niên hiệu Nguyên Phong; và tiền Việt Nam đề chữ Cảnh Hưng thông bảo, "Cảnh Cự thông bảo", và "Cảnh Hưng tuyền bảo". Việc phát hiện tiền cổ tại xã Vĩnh Thực là cơ sở, giúp cho các nhà khoa học nghiên cứu sâu hơn về hệ thống thương cảng cổ Vân Đồn trên địa bàn tỉnh.

## Hình ảnh

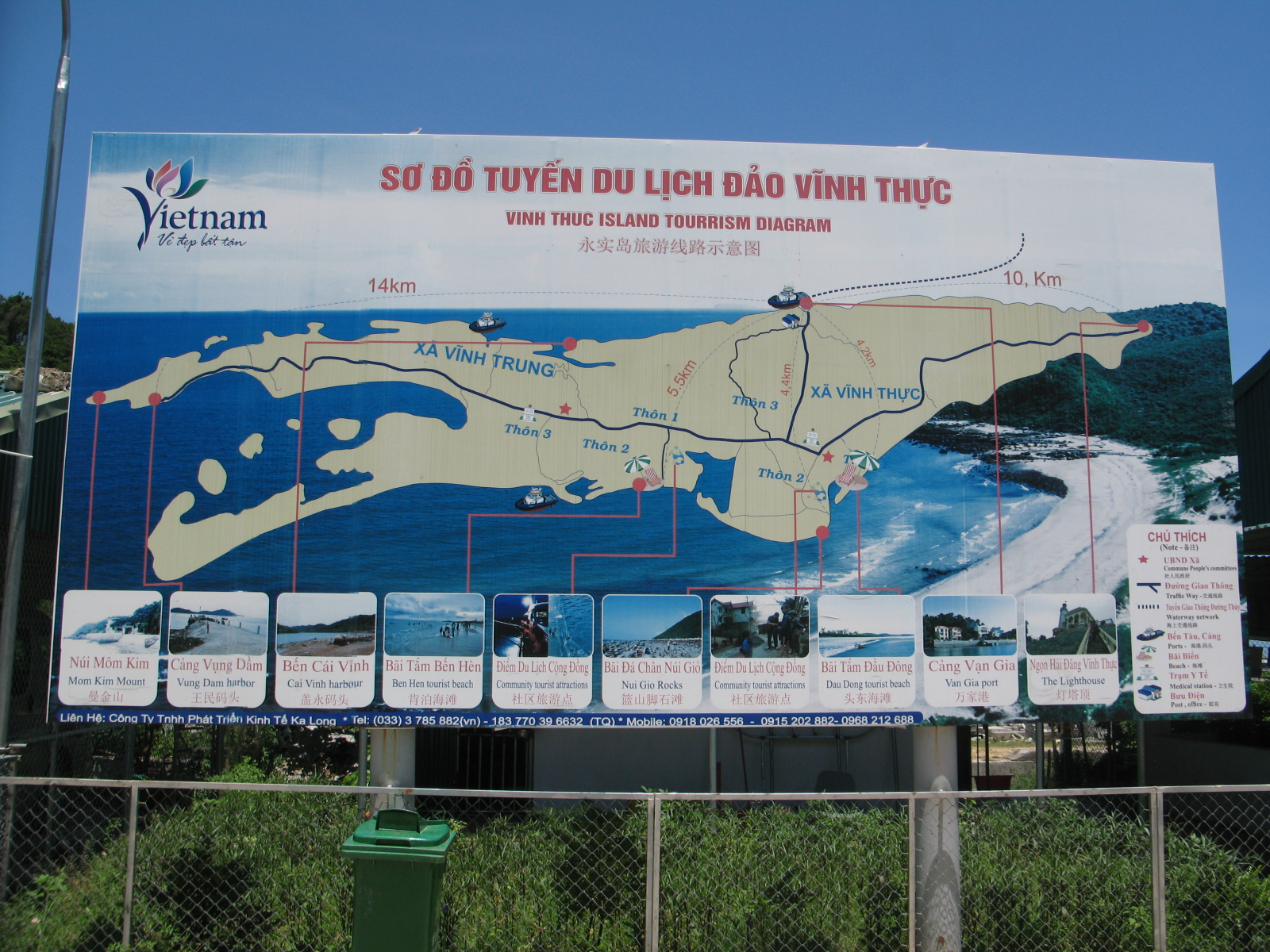
Sơ đồ tuyến du lịch đảo Vĩnh Thực
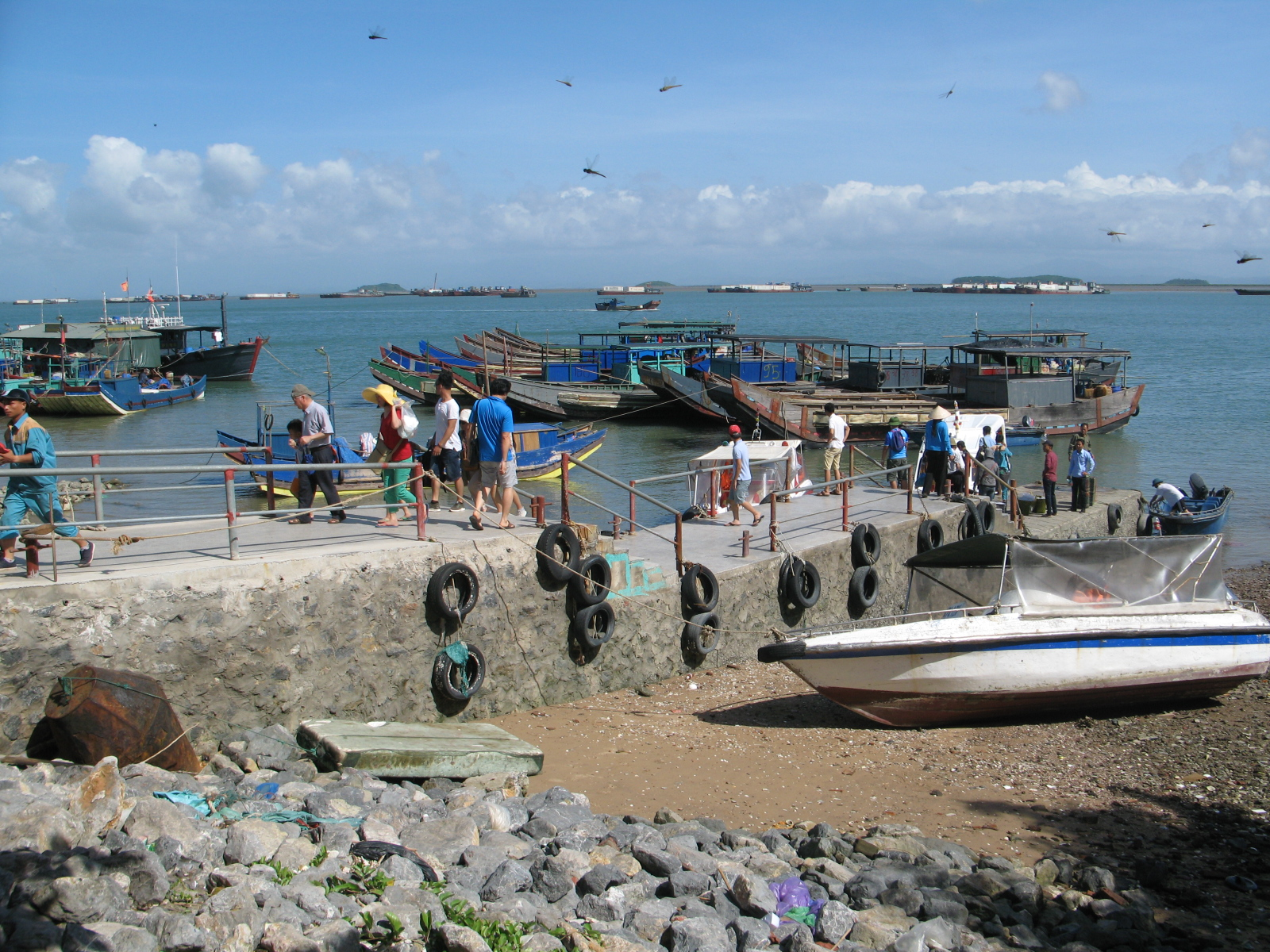
Cảng biển Vạn Gia
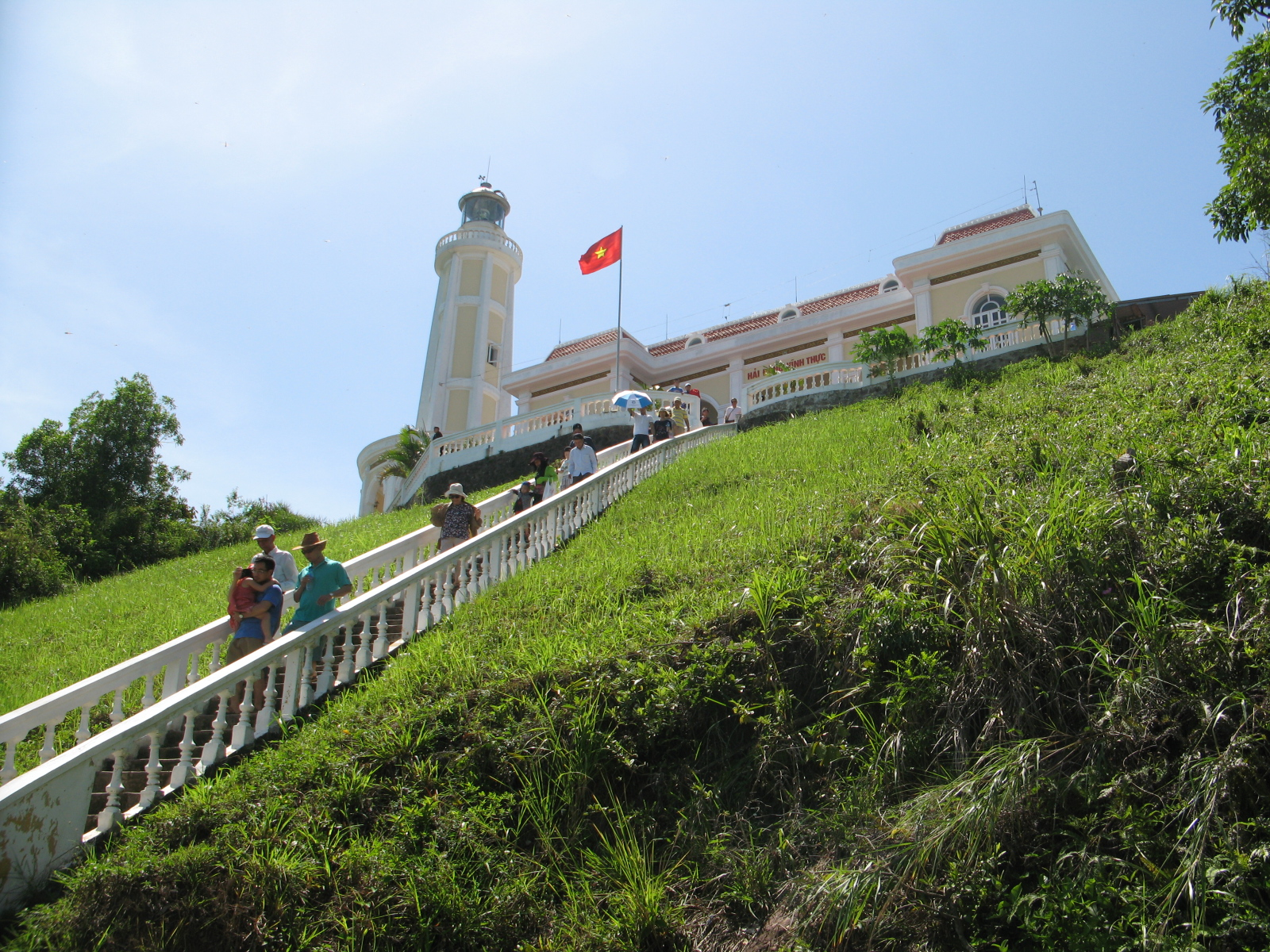
Ngọn hải đăng Vĩnh Thực
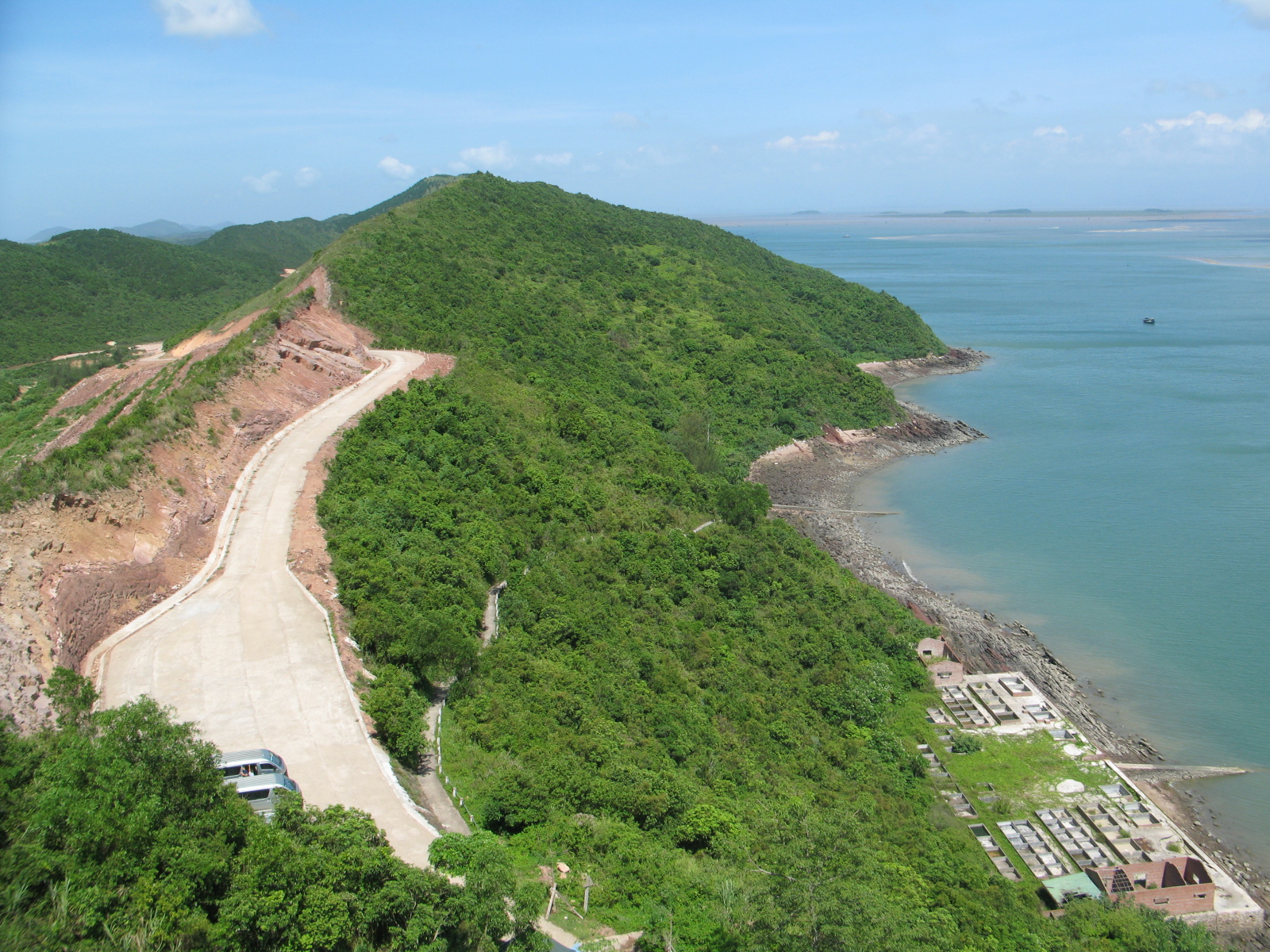
Đường tới ngọn hải đăng Vĩnh Thực
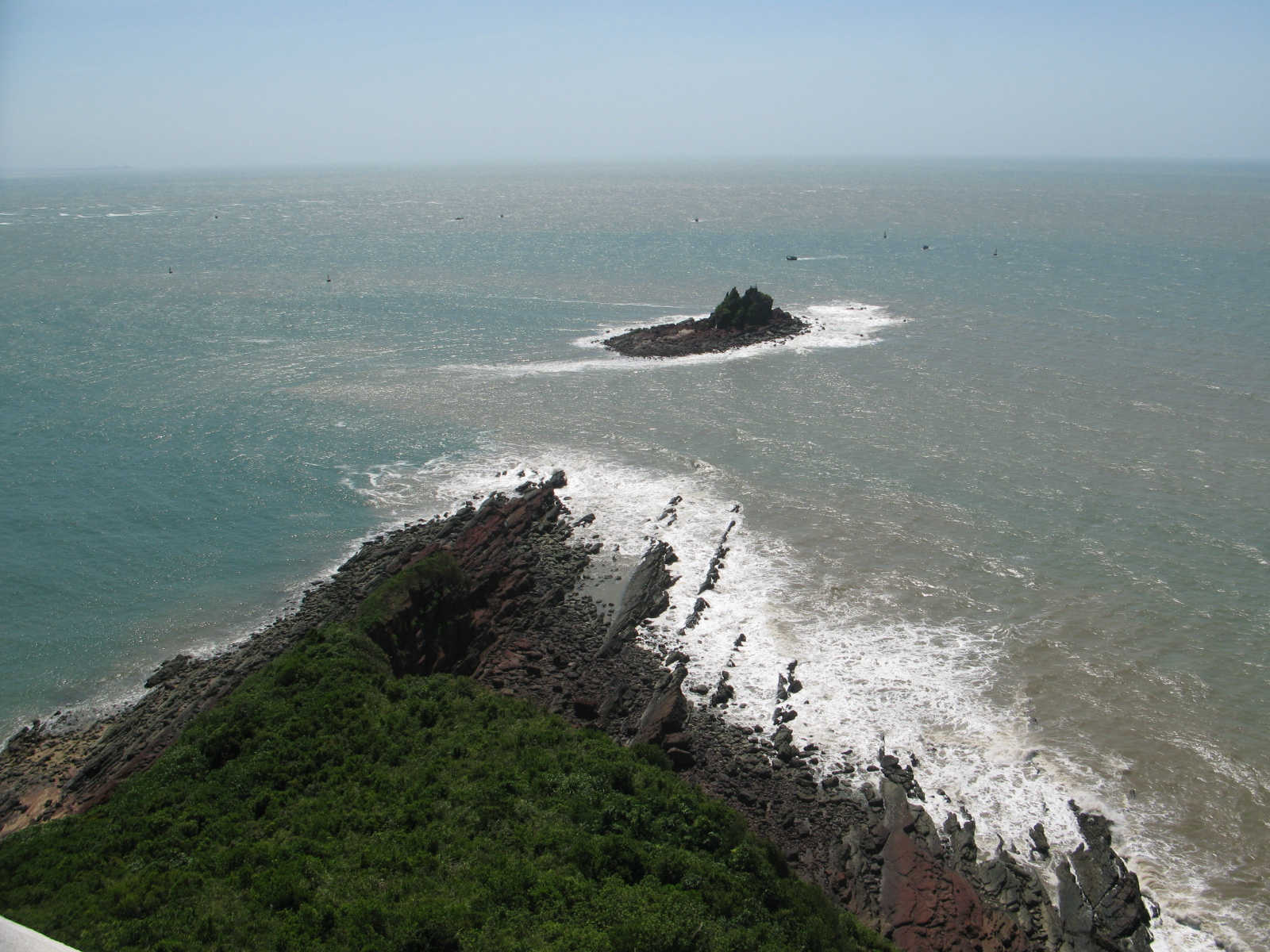
Từ ngọn hải đăng Vĩnh Thực nhìn xuống biển
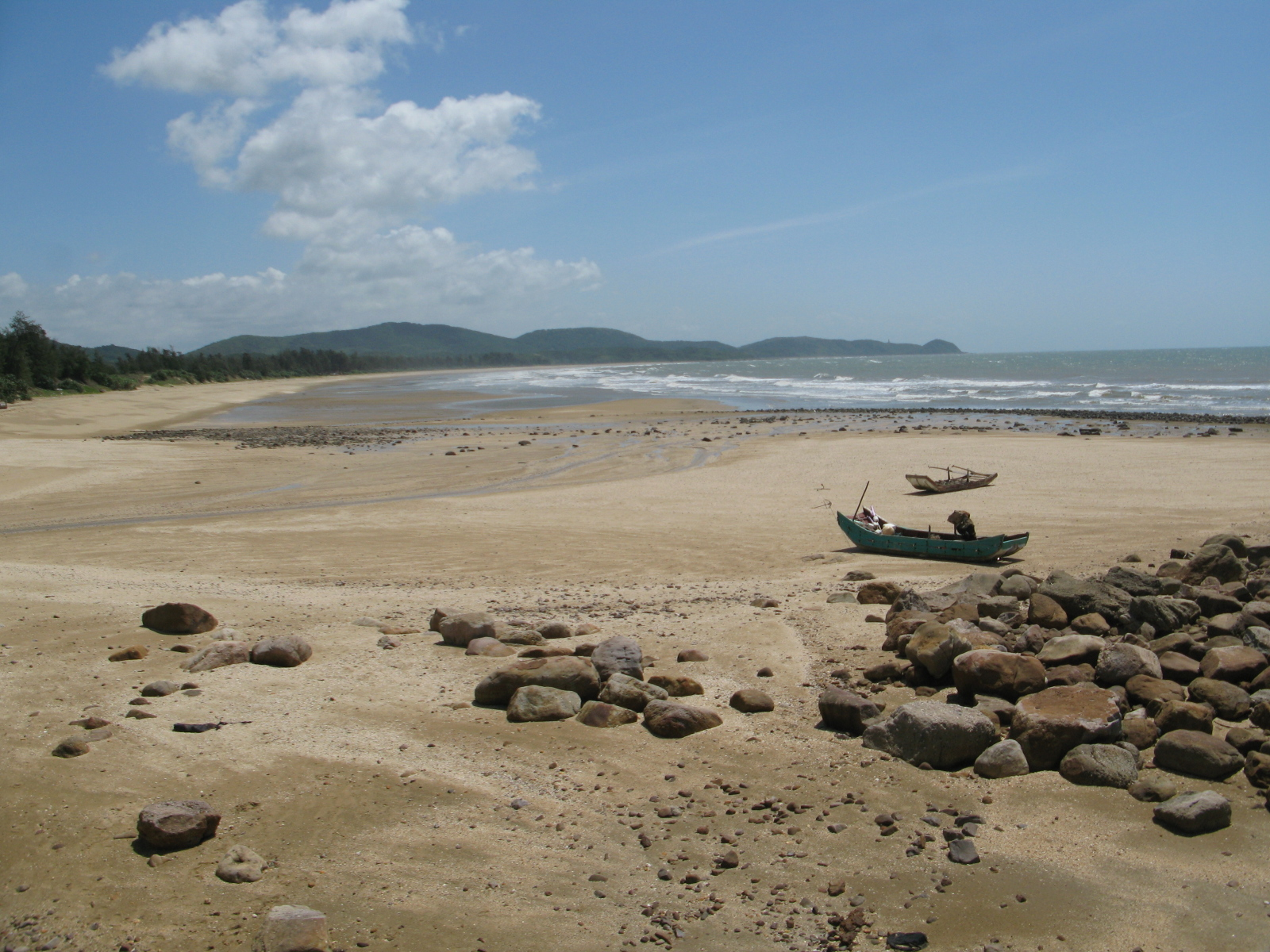
Bãi tắm Đầu Đông
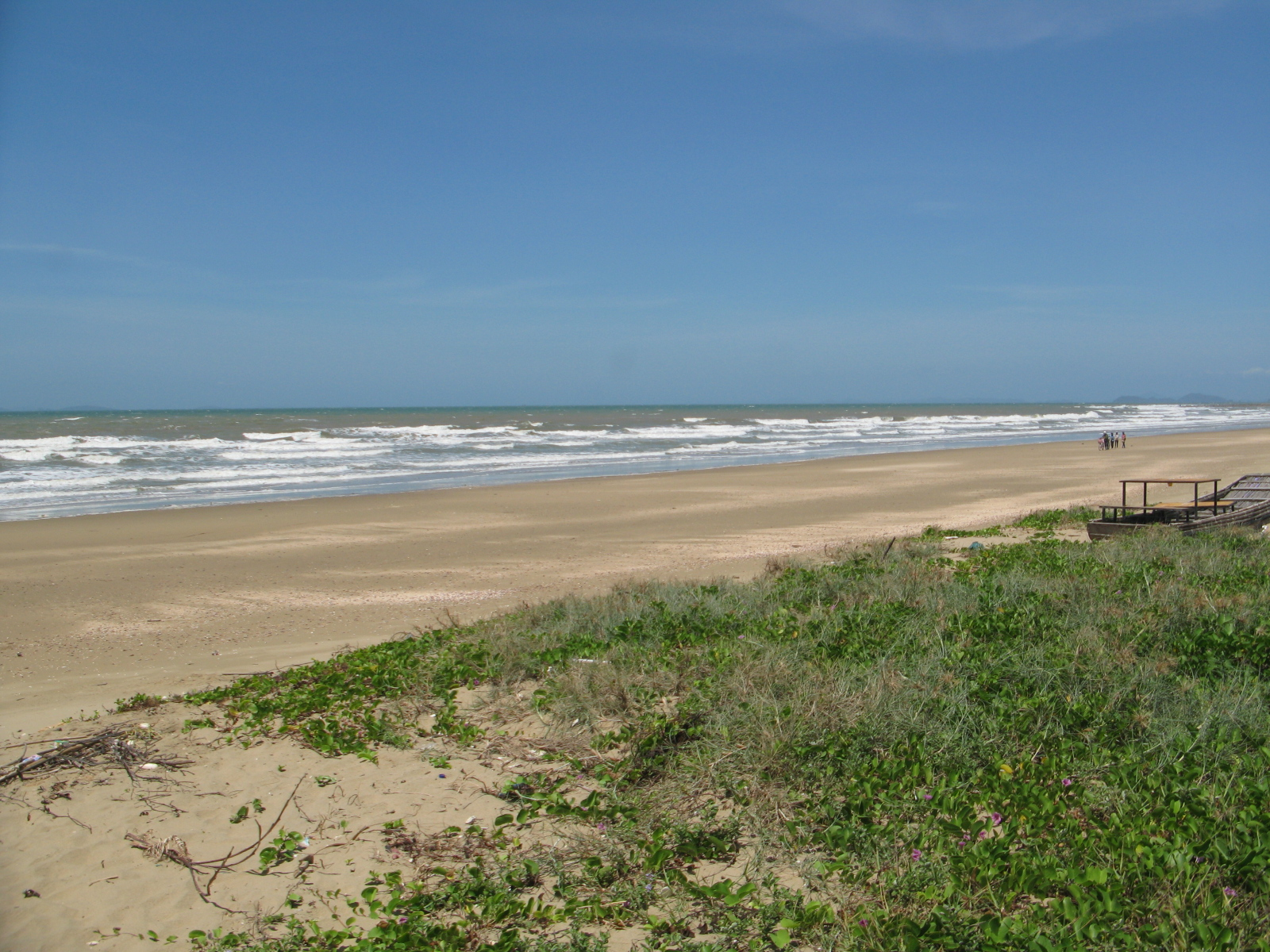
Bãi tắm Bến Hèn